# Louis Langomazino
Louis Langomazino, né le 11 septembre 1820 à Saint-Tropez et mort le 25 janvier 1885 à Papeete, est un militant républicain français.

## Toulon
Arrivé à Toulon en 1828, il est engagé comme ouvrier mécanicien à l’arsenal de Toulon en 1835, comme apprenti forgeron, secteur très syndicalisé de l’arsenal. Il adhère à la Société d’union et d’encouragement qui unit les ouvriers, et y joue un rôle actif. Il invite notamment Flora Tristan, qui est enthousiasmée par sa visite à l’été 1844, et prononce le discours d’adieux le 4 août. Il est parmi les meneurs de la grève de l'arsenal de mars 1845, qui mobilise près de 2 000 ouvriers, ce qui provoque son licenciement.

## Marseille
Il part alors pour Marseille, où il milite activement dans le mouvement républicain et occupe des postes à responsabilité. Il entre à l’Athénée ouvrier de Marseille, qui permet aux jeunes hommes de faire des lectures et propose des cours aux ouvriers. Il en devient président en 1847 et y accueille Lamartine, crée une bibliothèque, publie des poèmes.

## La Révolution de 1848
En mars 1848, il est nommé capitaine par les ouvriers qui ont constitué leur propre compagnie de la Garde nationale, et se présente aux élections complémentaires en juin, sans succès. En octobre, il entre comme rédacteur à La Voix du Peuple, quotidien républicain et peu onéreux, qui tire à 3000 exemplaires, essentiellement dans les Bouches-du-Rhône et le Var.
Il est envoyé à Digne pour y relayer La Voix du Peuple et la publier dans les Basses-Alpes et les Hautes-Alpes. En août 1849, il est jugé pour « incitation à la haine et au mépris du gouvernement » : après un plaidoirie pro domo, il est acquitté par le jury d’assises.
Il fonde la Solidarité des Travailleurs et crée en février 1850 L’Indépendant des Basses-Alpes en février et continue d’être un actif militant républicain, à la fois comme journaliste promoteur des idées républicaines les plus avancées, mais aussi en parcourant le département pour y relancer les sociétés populaires créées en 1848 et convertir les chambrettes. André Ailhaud dit Ailhaud de Volx signe fréquemment dans son journal avant son interdiction en juillet.
Il est arrêté le 25 octobre dans le cadre du complot de Lyon, et jugé en août 1851 par le conseil de guerre.

## Les exils
Condamné, il est déporté avec sa famille, ainsi qu'avec Alphonse Gent et Albert Ode (condamnés en même temps que lui) et leurs familles, sur l’île de Nuku Hiva, aux îles Marquises, où il travaille comme forgeron pour le pénitencier de Taiohae. Lors d'une escale à Rio de Janeiro, le commandant de la flotte les autorise à recevoir une souscription lancée par des Français. Langomazino se détache progressivement de ses compagnons d'armes. Se concentrant sur les travaux manuels, tandis que ses compagnons ne renient rien de leur engagement politique, il voit sa condamnation commuée en bannissement le 23 juin 1853 ; il est autorisé à résider provisoirement à Tahiti.
Il s'y installe alors, et devient défenseur au tribunal de Papeete, mais doit s’exiler quelques années à Valparaíso. Le gouverneur de Tahiti demande son amnistie par une lettre du 12 janvier 1858 et Langomazino est autorisé à se rendre à Gênes en 1859. En fait Langomazino s’établit à Tahiti, où il devient magistrat.
Revenu à Papeete, il rédige la Codification des actes du gouvernement, devient ensuite directeur de l’imprimerie gouvernementale (1862), juge d'instruction (1864-1870) puis avocat (1870-1885).